# Liste der Baudenkmäler in Coburg/Z
Dieser Teil der Liste der Denkmäler in Coburg beschreibt die denkmalgeschützten Objekte in folgender Coburger Straße:

## Zinkenwehr
| Adresse Bezeichnung Akten-Nr.                                  | Beschreibung | Foto |
| -------------------------------------------------------------- | --- | ---- |
| Zinkenwehr 50° 15′ 22,9″ N, 10° 57′ 41,9″ O                    | Das Zinkenwehr verläuft vom Albertsplatz in vier gewinkelten Abschnitten zum ehemaligen Südtor der Judenvorstadt. Der nördliche Teil wurde 1946 in Sally-Ehrlich-Straße umbenannt. Der Name leitet sich vermutlich aus dem mittelhochdeutschen „zingel“ für die Lage neben der äußeren Stadtmauer und „wert“ für erhöhtes wasserfreies Land zwischen Sümpfen her. Der östliche Teil zwischen Albertsplatz und Goethestraße weist noch eine geschlossene historische Bebauung auf. |      |
| Zinkenwehr 3 (Standort) Wohn- und Geschäftshaus D-4-63-000-574 | Das zweigeschossige Traufseithaus ließ 1813 der Regierungsdirektor Johann Adolph von Schulthes anstelle eines älteren Gebäudes errichten. Die Fassade, eine verputzte Fachwerkkonstruktion, steht auf einem Quadersockel. In der Mitte des 19. Jahrhunderts wurde das Haus in Richtung Hinterhof um eine Achse verbreitert. Die symmetrische Straßenfassade hat im Erdgeschoss fünf Achsen mit einem stichbogigen Eingang in der Mitte. Das auskragende Obergeschoss besitzt sechs Fensterachsen. Den Abschluss bildet darüber ein zweiachsiges Zwerchhaus mit profiliertem Segmentbogengiebel, das zusammen mit zwei Gauben auf dem Satteldach steht. |      |
| Zinkenwehr 5 (Standort) Wohn- und Geschäftshaus D-4-63-000-798 | Das Wohnhaus des ehemaligen Foto-Hofateliers Uhlenhuth entstand 1871 nach einer Planung des Baumeisters Bernhard Felber. Eine teilweise Erhöhung des Vorderhausdaches auf der linken Seite folgte im Jahre 1894. Das zweiflügelige Rückgebäude wurde 1877 aufgestockt und 1885 durch den Maurermeister Georg Meyer zu einem fotografischen Atelier für den Hoffotografen Eduard Uhlenhuth umgebaut. Die Fassade des Vorderhauses besteht links aus einer Fensterachse in den Obergeschossen und im Erdgeschoss aus der Hofeinfahrt mit einem zweiflügeligen Tor. In der Durchfahrt dahinter zum Innenhof steht ein neugotischer Gusseisenbogen. Die rechte Fassadenseite ist gekennzeichnet durch einen neugotisch gestalteten, symmetrischen Risalit. Im Erdgeschoss ist ein Laden eingerichtet. Das zu Wohnzwecken genutzte Obergeschoss hat zur Straßenfront zwei Fenster, darüber befindet sich eine Dreiergruppe mit Stichbogenblenden, oben abgeschlossen von einem dreifachen Zinnengiebel. Die schmale Westseite hat einen turmartigen Zinnenabschluss. |      |
| Zinkenwehr 7 (Standort) Wohnhaus D-4-63-000-575                | Das zweigeschossige neugotische Wohnhaus erbaute 1871 der Baumeister Bernhard Felber in Ergänzung zu dem ein Jahr älteren, gleich gestalteten Nachbarhaus Goethestraße 5. Die Straßenfassade ist gekennzeichnet durch einen zweiachsigen Mittelrisalit mit einem Zwerchgiebel, der beidseitig von einer Fensterachse flankiert wird. Die Fenster des Risalits besitzen im ersten Obergeschoss reliefierte Brüstungsfelder, im zweiten Obergeschoss haben sie ornamentierte Fensterbänke und eine gestufte Verdachung. Ein umlaufender Blendbogenkranz an der Dachtraufe bildet den oberen Abschluss. |      |
| Zinkenwehr 11 (Standort) Zwei Grabdenkmäler D-4-63-000-576     | Der Vorgarten des Anwesens der Loge Zur Fränkischen Krone e. V. ist als kleiner Denkmalort gestaltet. Dort steht der Grabstein des Kammerrates Johann Friedrich Eusebius Lotz und seiner Ehefrau aus dem 19. Jahrhundert, ein kurzer Pfeiler mit vorkragender Deckplatte. Das Denkmal für den Theatermaler Friedrich Lütkemeyer ist ein balusterförmiger Pfeiler im Rokokostil mit Sinnsprüchen Deutscher Dichter auf Kartuschen. Außerdem sind Säulenreste des ehemaligen Casinogebäudes in der Theatergasse 1 aufgestellt, das früher Eigentum der Freimaurerloge war. |      |
| Zinkenwehr 20 (Standort) Ackerbürgerhaus [abgebrochen]         | Der zweigeschossige Stadel entstand um 1700 als Ackerbürgerhaus. Das Traufseithaus besitzt ein Satteldach. Im Obergeschoss befindet sich eine dreiachsige, leicht vorkragende Fachwerkfassade mit Querstreben. Das Erdgeschoss bekam 1952 im Rahmen des Umbaus zu einer Wagnerwerkstatt anstelle des Fachwerks eine massive Fassade mit neuen Türen und Toren. Im März 2013 wurde das Gebäude abgebrochen. |      |